# Cochemiea blossfeldiana
Cochemiea blossfeldiana ist eine Pflanzenart aus der Gattung Cochemiea in der Familie der Kakteengewächse (Cactaceae). Das Artepitheton blossfeldiana ehrt den deutschen Gärtner Robert Blossfeld († 1945).

## Beschreibung
Cochemiea blossfeldiana wächst meist einzeln, gelegentlich auch Gruppen bildend. Die Pflanzenkörper sind kugelig bis kurz zylindrisch geformt. Sie sind graugrün und werden bis zu 5 Zentimeter hoch und 3 bis 4 Zentimeter im Durchmesser groß. Die Warzen sind konisch geformt und ohne Milchsaft. Die Axillen sind mit spärlicher Wolle besetzt. Die 4 Mitteldornen sind dunkelbraun bis schwarz gefärbt und werden 1 bis 1,2 Zentimeter lang, wobei der unterste absteht und gehakt ist während die obersten gerade sind. Die 15 bis 20 Randdornen sind gelb mit dunkler Spitze und 0,5 bis 0,7 Zentimeter lang.
Die trichterigen Blüten sind weiß mit rosa bis karminroten Mittelstreifen. Sie werden 2 Zentimeter lang und weisen einen Durchmesser von 2 bis 4 Zentimeter auf. Die  Früchte sind keulig und orangerot gefärbt. Sie enthalten schwarze grubige Samen.

## Verbreitung, Systematik und Gefährdung
Cochemiea blossfeldiana ist in den mexikanischen Bundesstaaten Baja California und Baja California Sur verbreitet.
Die Erstbeschreibung als Mammillaria blossfeldiana erfolgte 1931 durch Friedrich Bödeker. Peter B. Breslin und Lucas C. Majure stellten die Art 2021 in die Gattung Cochemiea. Weitere nomenklatorische Synonyme sind Neomammillaria blossfeldiana (Boed.) H.E.Gates (1933), Ebnerella blossfeldiana (Boed.) Buxb. (1951), Chilita blossfeldiana (Boed.) Buxb. (1954), Mammillaria goodridgei var. blossfeldiana (Boed.) Neutel. (1986) und Bartschella blossfeldiana (Boed.) Doweld (2001).
Es werden folgende Unterarten unterschieden:
- Cochemiea blossfeldiana subsp. blossfeldiana
- Cochemiea blossfeldiana subsp. rectispina (E.Y.Dawson) P.B.Breslin & Majure

In der Roten Liste gefährdeter Arten der IUCN wird die Art als „Near Threatened (NT)“, d. h. als gering gefährdet geführt.

## Nachweise